# Bataille d'Avignon
Invasion omeyyade en France
Batailles
La bataille d'Avignon se déroule en 737 et se conclut par la prise par le royaume franc de la ville d'Avignon, possession du Califat omeyyade depuis trois ans.

## Contexte
En 734, Mauronte, duc de Provence, se rend à Yūsuf ibn ʿAbd Ar-Raḥmān Al-Fihriyy, gouverneur omeyyade de Narbonne, qui prend Avignon sans combat. Selon Frédégaire, Mauronte livre la ville à Yūsuf et s'allie à lui contre Charles Martel. La Chronique de Moissac confirme l'entrée sans combat des Omeyyades en Avignon. En réaction, Charles Martel envoie en 736 son frère, le duc Childebrand Ier, reprendre la ville, avant de le rejoindre.

## Déroulement
L'armée franque utilise des échelles et des béliers pour prendre d'assaut la ville, qu'elle brûle après sa capture.

## Conséquences
Après la prise d'Avignon, les Francs continuent leur campagne et traversent le Rhône afin de prendre Narbonne et la Septimanie aux Omeyyades.